# Wojska obrony przeciwlotniczej

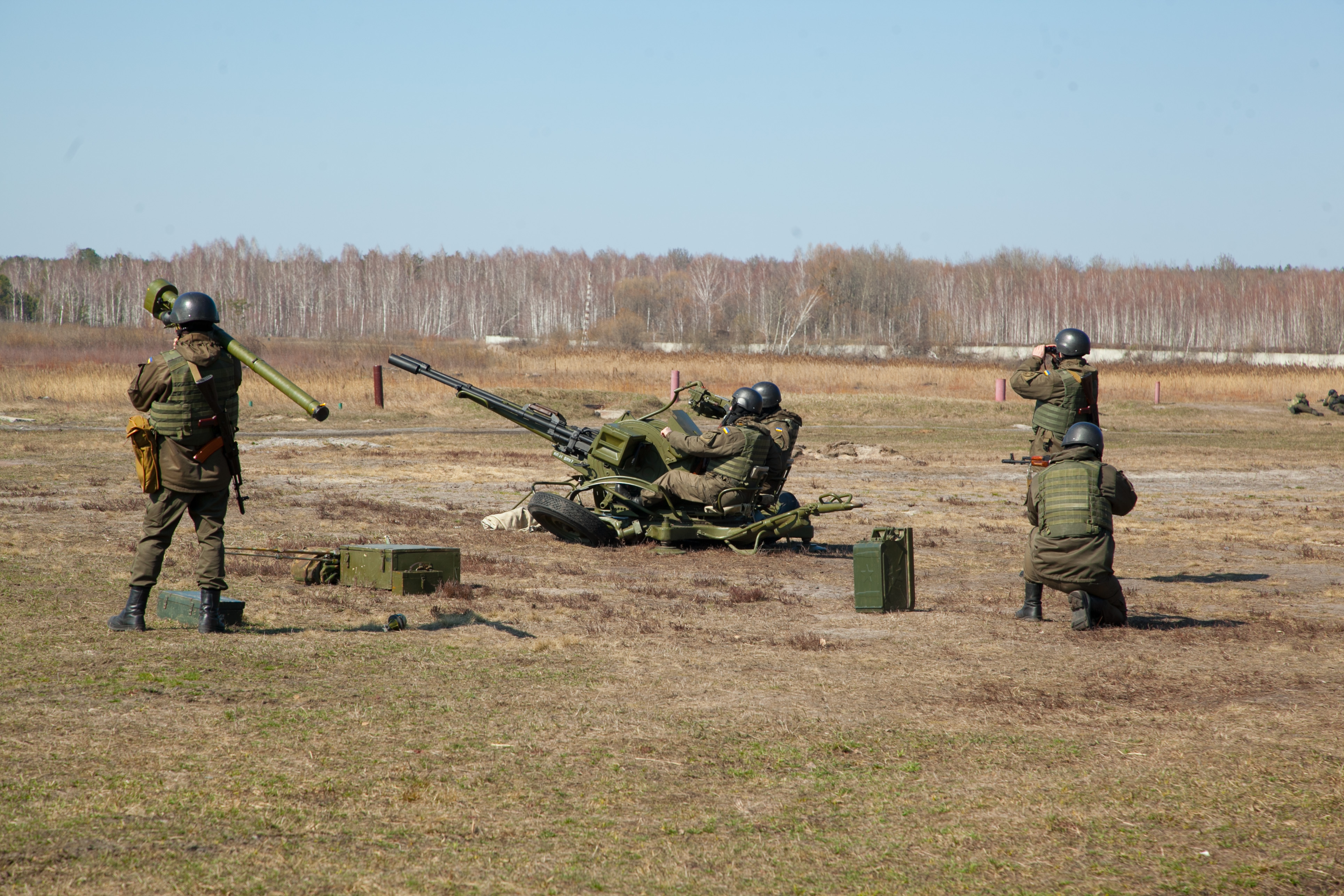
Pododdział wojsk obrony przeciwlotniczej, wyposażony w działko przeciwlotnicze ZU-23-2 i przenośny przeciwlotniczy zestaw rakietowy 9K38 Igła

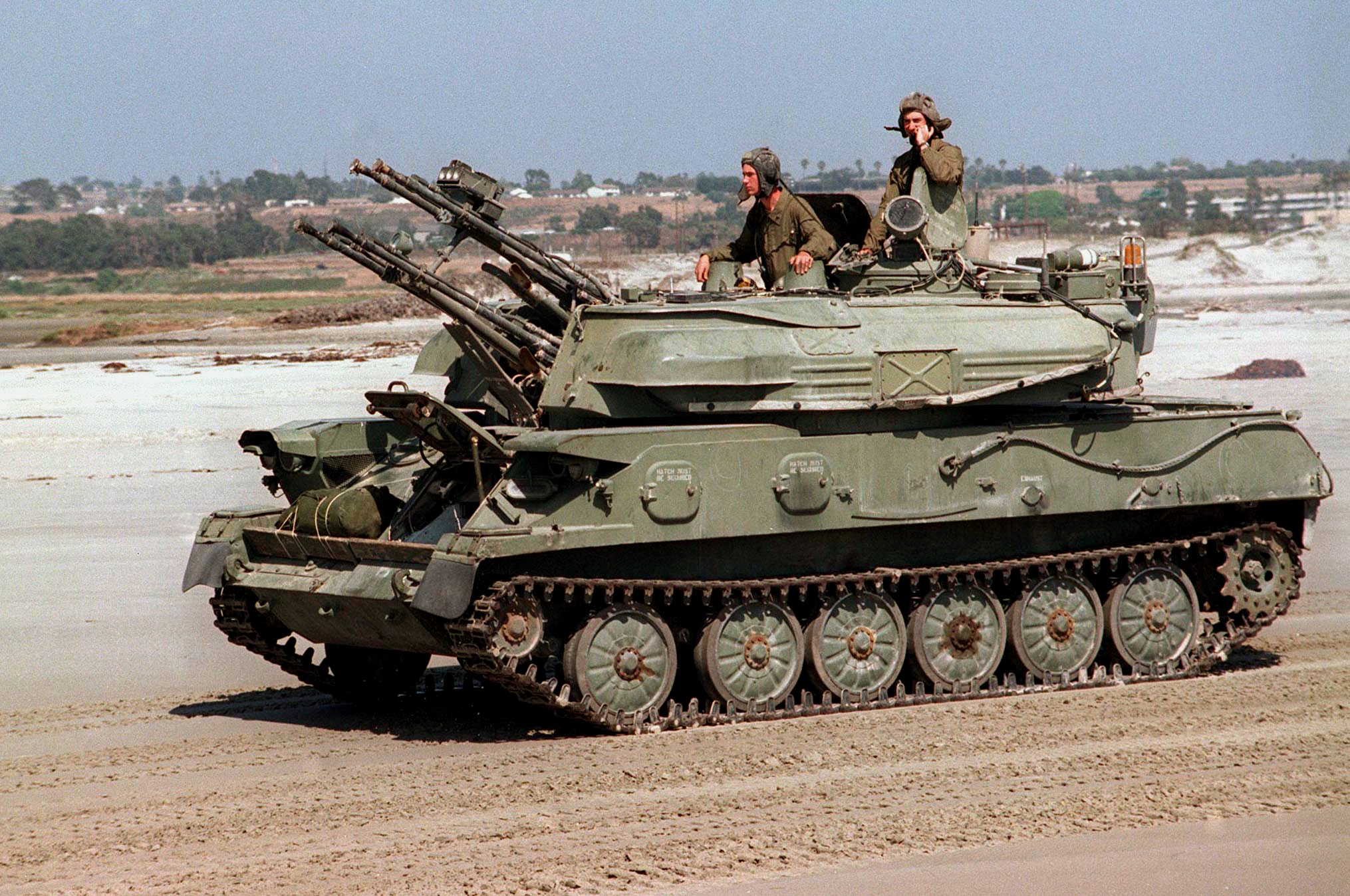
Samobieżny zestaw przeciwlotniczy ZSU-23-4 wyposażony w 4 sprzężone działka przeciwlotnicze

Wojska obrony przeciwlotniczej (WOPL) – rodzaj wojsk wchodzący w skład wojsk lądowych lub sił powietrznych, przeznaczony do zwalczania sił powietrznych przeciwnika.

## Charakterystyka
Wojska obrony przeciwlotniczej uczestniczą w walce ogólnowojskowej w sposób uzgodniony, co do celu, miejsca i czasu z innymi rodzajami wojsk. Stosują przy tym własną taktykę i właściwe tylko dla nich sposoby działania wynikające z zadań i możliwości bojowych uzbrojenia oraz organizacji wojsk.
Celem ich działań jest, wspólnie z siłami powietrznymi, wojskami OPL marynarki wojennej oraz wojskami radiotechnicznymi, zapewnienie osłanianym wojskom i innym obiektom sprzyjających warunków do pomyślnego osiągnięcia celów (wykonanie zadań) przez aktywne niszczenie i obezwładnianie przeciwnika w powietrzu.
Realizują zadania osłony wojsk lądowych we wszystkich formach działań operacyjnych i taktycznych, obiektów i urządzeń logistycznych oraz innych obiektów, a także ich ostrzeganie i informowanie o zagrożeniu powietrznym.
Zorganizowane są one w oddziały i pododdziały przeciwlotnicze wchodzące w skład ogólnowojskowych związków operacyjnych, ogólnowojskowych związków taktycznych i oddziałów. Ponadto w składzie wojsk obrony przeciwlotniczej znajdują się pododdziały dowodzenia i zabezpieczenia.
Podstawową jednostką taktyczno-ogniową zdolną samodzielnie wykonywać zadania bojowe jest pułk i dywizjon przeciwlotniczy. Zasadniczym pododdziałem ogniowym wojsk obrony przeciwlotniczej jest bateria przeciwlotnicza.
W zależności od użycia sił i organizacji systemami ognia przeciwlotniczego wyróżnia się dwie podstawowe formy działalności wojsk obrony przeciwlotniczej:
- osłona obiektowa – polega na osłonie najważniejszego elementu ugrupowania bojowego wojsk lub innych ważnych obiektów. W osłonie obiektowej wyróżnia się samoobronę polegającą na własnej obronie przed bezpośrednim atakiem środków napadu powietrznego
- osłona strefowo-obiektowa – polega na osłonie dużego obszaru bez wyznaczania ważnych obiektów osłony

Oddziały i pododdziały przeciwlotnicze cechuje duża skuteczność ogniowa i manewrowość. Zdolne są do niszczenia i obezwładnienia współczesnych środków napadu powietrznego w różnych przedziałach wysokości i prędkościach lotu oraz zapewnienia wojskom (obiektom) ciągłej osłony podczas działań operacyjnych (taktycznych), niezależnie od warunków atmosferycznych, pory roku i doby oraz stosowanych przez przeciwnika przedsięwzięć walki.
Pododdziały dowodzenia wojsk obrony przeciwlotniczej realizują zadania prowadzenia rozpoznania przeciwnika powietrznego, zbierania i opracowywania informacji oraz zabezpieczenia procesu dowodzenia oddziałami i pododdziałami przeciwlotniczymi. Realizują one także bezpośrednie informowanie o sytuacji powietrznej (wskazywanie celów) pododdziałów przeciwlotniczych nie posiadających własnych środków rozpoznania radiolokacyjnego oraz punktów dowodzenia osłanianych wojsk (ostrzeganie).

## Podział
Na wyposażeniu WOPL znajdują się różne – pod względem zasięgu, sposobów kierowania (naprowadzania) i możliwości rażenia środków napadu powietrznego – zestawy, które klasyfikuje się jako:
- przeciwlotnicze zestawy rakietowe (PZR)
- przeciwlotnicze zestawy artyleryjskie (PZA)
- przeciwlotnicze zestawy rakietowo-artyleryjskie (PZRA)

Przeciwlotnicze zestawy rakietowe i rakietowo-artyleryjskie – w zależności od odległości skutecznego ognia dzielą się na:
- bliskiego zasięgu
- małego zasięgu
- średniego zasięgu

Przeciwlotnicze zestawy artyleryjskie ze względu na kaliber dzielą się na:
- lekkie
- średnie
- ciężkie

## Historia
Wojska obrony przeciwlotniczej wywodzą się bezpośrednio z artylerii. Wraz ze wzrostem zagrożenia z powietrza wydzielono je jako osobny rozdaj wojsk.
Wyposażenie ich w techniczne środki wykrywania i śledzenia celów powietrznych, automatyzacja procesów rozpoznania i dowodzenia oraz prowadzona rakietyzacja spowodowała, że wojska obrony przeciwlotniczej  w warunkach powietrzno-lądowego pola walki stały się jednym z podstawowych środków walki o charakterze ogólnowojskowym, a nie tylko zabezpieczającym.

Z uwagi na fakt, że walka z przeciwnikiem powietrznym jest nie tylko wspomaganiem, czy też osłoną innych sił, a staje się składnikiem bezpośredniego zwalczania przeciwnika, odchodzi się od tradycyjnej nazwy wojska obrony przeciwlotniczej na rzecz nazwy wojska przeciwlotnicze.

## W Polsce
Współczesne jednostki wojsk obrony przeciwlotniczej Wojsk Lądowych Wojska Polskiego
| Logo | Nazwa jednostki                      | Miejsce    |
| ---- | ------------------------------------ | ---------- |
|      | 4 Zielonogórski pułk przeciwlotniczy | Czerwieńsk |
|      | 8 Koszaliński pułk przeciwlotniczy   | Koszalin   |
|      | 15 Gołdapski pułk przeciwlotniczy    | Gołdap     |
|      | 18 Zamojski pułk przeciwlotniczy     | Sitaniec   |